# 갯메꽃
갯메꽃(Calystegia soldanella)은 여러해살이 덩굴식물로서, 땅속 줄기는 모래 속에 길게 뻗고, 땅위줄기는 땅 위에 가로눕거나 다른 물건에 감겨서 뻗는다. 바닷바람과 바닷물에도 잘 견디는 염생식물이다.윤이 나는 두터운 잎이 어긋나며 콩팥 모양으로 둥글다. 잎끝은 둥글거나 오목하고 잎가장자리에 파도모양의 톱니가 있는 경우도 있다. 5-6월 분홍색 꽃이 핀다. 잎겨드랑이에서 긴 꽃자루가 나와 그 끝에 하나씩 꽃이 달린다. 아침 일찍 피었다가 저녁에는 오므라든다. 연한 순과 잎은 쪄서 먹기도 하며 뿌리는 효선초근(孝扇草根)이라 부르고 한약재로 쓰인다. 꽃받침과 껍질에 둘러싸인 깍지가 열린다. 깍지 속에 지름 1.5 cm 정도의 검은 씨가 들어있다.

## 생김새
갯메꽃의 잎은 콩팥모양으로 둥글어 신원형(腎圓形)이다. 잎의 크기는 길이 2 - 3 cm, 폭 3-5 cm 정도로 잎바닥은 깊고, 잎자루가 잎보다 길다. 잎의 모양으로 메꽃이나 큰메꽃과 구분할 수 있다.
땅속에서 기는 뿌리로 모래땅에서는 국수다발과 같은 곁뿌리가 깊이 내려간다. 뿌리줄기에서 줄기가 갈라져 지상으로 뻗거나 다른 물체에 기어 올라간다.

## 서식지
개펄 근처나 강어귀의 염분이 많은 땅에서 무리지어 자라 군락을 이룬다. 태평양 연안의 모든 해안가와 섬에서 자생하고 있다.

## 이용
갯메꽃의 뿌리와 꽃은 한약재로 쓰이는데 진통과 이뇨효과가 있는 것으로 알려져 있다. 어린 싹과 땅속 줄기는 익혀 먹기도 한다.